# Эплер, Рейн
Рейн Эплер (эст. Rain Epler; род. 6 июня 1977, Таллин) — эстонский государственный деятель, министр окружающей среды (2020—2021).

## Биография
Родился 6 июня 1977 года в городе Таллин, Эстонская ССР, СССР. 
С 2000 года Эплер являлся членом партии Исамаалийт, а спустя некоторое время после её упразднения вступил в Консервативную народную партию Эстонии. 16 ноября 2020 года он был назначен министром окружающей среды во втором кабинете Юри Ратаса, пробыв на этом посту до 26 января 2021 года.
На муниципальных выборах 2021 года Эплер выдвигался кандидатом от своей партии на пост мэра города Выру. По результатам голосования он был избран в городской совет, где возглавил ревизионную комиссию.
В 2023 году был избран в Рийгикогу на очередных парламентских выборах.